# John Lupton
John Rollin Lupton (23 de agosto de 1928 - 3 de noviembre de 1993) fue un actor cinematográfico y televisivo estadounidense.

## Resumen biográfico
Nacido en Highland Park, Illinois, se graduó en la American Academy of Dramatic Arts de Nueva York. Tras ello consiguió inmediatamente trabajo teatral, firmando posteriormente un contrato con MGM en Hollywood. A pesar de tener una presencia física similar a la de James Stewart o Henry Fonda, nunca llegó a conseguir una fama similar.
Fue el protagonista de la serie de la NBC Broken Arrow, la cual se emitió durante dos temporadas. 
Lupton también trabajó en 1956 junto a Fess Parker en el film The Great Locomotive Chase. Además fue artista invitado en diversas series televisivas, tales como la de la ABC emitida en 1961-1962 Target: The Corruptors!, con Stephen McNally. 
John Lupton recibió una estrella en el Paseo de la Fama de Hollywood, por su trabajo televisivo, en el 1713 de Vine Street.  
Lupton falleció en 1993, a los 65 años de edad, en Los Ángeles, California. 